# Johan Jönsson (militär)
För liknande namn, se Johan Jönsson (olika betydelser)
Johan Erik Anders Jönsson, född 15 juli 1975 i Skärholmens församling i Stockholm, är en svensk militär.

## Biografi
Jönsson gjorde sin värnplikt vid Svea livgarde och avlade officersexamen 1998, varpå han samma år utnämndes till fänrik vid Roslagens luftvärnskår, där han befordrades till löjtnant och tjänstgjorde fram till förbandets nedläggning 2000. Därefter gjorde han utlandstjänst i Kosovo, varpå han tjänstgjorde vid Luftvärnsregementet en kort tid och därefter i två decennier vid Livgardet, där han bland annat var chef för 11. militärpolisbataljonen och ställföreträdande chef för Livbataljonen. Som överstelöjtnant var han chef för Mobiliseringssektionen vid Försvarsstaben till 2024. Sedan den 3 maj 2024 är Jönsson överste och chef för Luftvärnsregementet.